# Cenicientos
Cenicientos település Spanyolországban, Madrid tartományban. Cenicientos Higuera de las Dueñas, Sotillo de la Adrada, Rozas de Puerto Real, Cadalso de los Vidrios, Almorox, Paredes de Escalona, Aldea en Cabo, Nombela és Pelahustán községekkel határos. Lakosainak száma 2148 fő (2024).

## Népesség
A település népessége az utóbbi években az alábbiak szerint változott:
| Lakosok száma | 1835 | 1893 | 2023 | 2087 | 2110 | 2073 | 1984 | 2033 | 2089 | 2148 |
|               | 2001 | 2004 | 2007 | 2009 | 2012 | 2014 | 2017 | 2019 | 2022 | 2024 |